# عودة تانو يتزوج مانو
عودة تانو يتزوج مانو (بالإنجليزية: Tanu Weds Manu Returns)‏ هو فيلم كوميدي رومانسي هندي صدر عام 2015 من إخراج أناند إل. راي، وهو تكملة لفيلم تانو يتزوج مانو صدر عام 2011. مادهافان، كانغانا رانوت، جيمي شيرغيل، ديباك دوبريال، سوارا بهاسكار، وإعجاز خان يعيدون تمثيل أدوارهم من الفيلم الأصلي. ويلعب رانوت أيضًا دورًا إضافيًا كلاعب رياضي من هاريانا في الجزء الثاني. تم كتابة القصة والسيناريو والحوارات بواسطة هيمناشو شارما. تم تأليف الموسيقى التصويرية وموسيقى الفيلم بواسطة كريشنا سولو وكتب راجشيخار الكلمات. كان ساروج خان وبوسكو-قيصر مصممي الرقصات في الفيلم بينما قام هيمال كوثاري بالمونتاج.

## حبكة
تانو شارما ومانوج كومار شارما، المعروف أيضًا باسم مانو، زوجان في لندن تزوجا منذ أربع سنوات ولديهما زواج غير سعيد وغير مستقر. تحتجز تانو مانو في مصحة عقلية انتقامًا، وتعود إلى مسقط رأسها كانبور، الهند، عندما تتصل بها صديقتها بايال من الهند وتخبر تانو أنها أنجبت طفلة. قبل مغادرة لندن، اتصلت تانو بصديق مانو بابي كوتي في دلهي وطلبت منه المغادرة على الفور إلى لندن وإطلاق سراح مانو.
في كانبور، في منزل والديها، تلتقي تانو بطالب قانون ماكر يُدعى تشينتو الذي أصبح نزيلًا ولكنه يرفض دفع الإيجار أو إخلاء الغرفة. يصبح تشينتو صديقًا لتانو ويصبح معجبًا بها ببطء، مندهشًا من تصرفاتها. كما تعلم تانو أن صديقها السابق، راجا أواسثي، قد تزوج من فتاة أخرى وتشعر بالغيرة. يصل بابي إلى لندن ويخرج مانو ويصلان إلى الهند، حيث يرسل مانو إشعارًا قانونيًا إلى تانو ليجعلها تعتذر، لكنها لا ترد.
ذات يوم يذهب مانو إلى جامعة دلهي لإلقاء محاضرة طبية، حيث يرى كوسوم سانجوان، وهي طالبة رياضية شابة من ولاية هاريانا، تشبه تانو. يصبح مهووسًا بكوسوم تدريجيًا ويستمر في متابعتها على الرغم من تحذير بابي. بعد يوم واحد من مواجهة كوسوم لهم، تخبرها مانو عن تانو. يتعاطف كوسوم مع بعضهما البعض وتتطور مشاعرهما تدريجيًا تجاه بعضهما البعض. يخبر مانو كوسوم أنه يريد الزواج منها ويلتقي بأومي، شقيقها الأكبر. ليس لدى أومي أي مشاكل مع مانو لكنه يظهر صورة للصبي الذي أرادت زوجته أن تتزوجه كوسوم، والذي اتضح أنه راجا. بايال جيل، أفضل صديقة لتانو، تتصل بتانو وتعترف لها بأن والد طفلها حديث الولادة ليس زوجها جاسي جيل.
تشعر شينتو بالغيرة من راجا الذي يتجول مع تانو ومشاعرهما المستمرة وتخبر والدها بذلك. حتى أنه يرسل إلى مانو إشعارًا قانونيًا سيئًا للطلاق، دون موافقة تانو، لكن مانو يرد بالموافقة، مما يصدم تانو. تواجه شينتو الذي يقول إنه يحبها لكن راجا يدفعه بعيدًا. يكتشف راجا أيضًا أن خطوبته قد تم إلغاؤها لأن مانو سيتزوج الفتاة الجديدة في حياته. يشعر كل من راجا وتانو بالغضب ويقرران الذهاب إلى دلهي لمواجهة مانو.
يسافر مانو وكوسوم وبابي إلى تشانديغار لإقناع كومال جيل، شقيقة زوج بايال التي يحبها بابي، بالتخلي عن حفل زفافها والهروب مع بابي بدلاً من ذلك. بينما يحاول بابي إقناع كومال، يخطئ الجميع في حفل الزفاف في اعتقاد كوسوم على أنها تانو، بما في ذلك بايال، التي تخبرها أنها أنجبت طفل أنابيب سراً لأن جاسي كانت تعاني من انعدام الحيوانات المنوية. تصاب كوسوم بالهلع عند سماع هذه الأسرار وتضرب بايال بضربة كاراتيه مما يجعلها تفقد الوعي. كما أنها تسدد ضربة كاراتيه إلى كومال ويقومون بتهريبها إلى جهجار، حيث ينتظرها أهل قرية كوسوم. لكن عندما اكتشفت عائلتها أنها تحب مانو، قاموا بمهاجمة مانو وبابي وحبسوا كوسوم. يصل أومي وينقذ اليوم بمنطقه. وافقت القرية على زواج كوسوم ومانو.
مع بدء الاستعدادات للزفاف، تصل تانو وراجا إلى هناك مع جاسي وبايال وطفلهما ووالدي مانو. تسخر تانو من كوسوم التي تقول لها إنها بطلة على مستوى الولاية ومستقلة ومحبة وصادقة. وتكشف أيضًا الحقيقة وراء طفل بايال أمام جاسي. تانو في حالة صدمة وسكر تلتقي بمانو في الليل الذي يتجاهل بقسوة إعلاناتها عن حبه. في الصباح، تخبر تانو كوسوم أنها آسفة على سلوكها وتخبرها أنها ترغب في البقاء والمساعدة في الاستعدادات لحفل الزفاف كمحاولة أخيرة لوقف الزفاف.
بايال وجاسي يجتمعان مرة أخرى. في عشية الزفاف، تانو تشرب الخمر وترقص أمام مانو أثناء موكب البارات. يصل والداها مع تشينتو ويصدمان لرؤية تانو محطمة بينما يغادر مانو لحضور حفل زفافه. تجلس تانو بهدوء بينما يتزوج مانو من كوسوم، حتى تتوقف كوسوم وتواجه مانو، الذي يعترف بأنه لا يزال يحب تانو ولا يستطيع الزواج منها. يطلق كوسوم سراحه بكل شرف ويذهب بعيدًا، لينهار على انفراد.
تتصالح تانو ومانو مع بعضهما البعض من خلال عناق مليء بالدموع، بينما يظهر كوسوم وراجا وهما يبدأان محادثة ودية.

## الممثلون
- مادهافان بدور الدكتور مانوج "مانو" كومار شارما
- كانغانا رانوت في دور مزدوج كـ
  - تانجا "تانو" تريفيدي شارما
  - كوسوم "داتو" سانجوان
- جيمي شيرجيل في دور رجا أواستي، صديق تانو السابق.
- سوارا بهاسكار بدور بايال جيل
- ديباك دوبريال بدور بابي كوتي / دكتور رادشيام أغاروال (وهمي)
- إيجاز خان بدور جاسي سينغ جيل
- محمد زيشان أيوب بدور المحامي آرون "شينتو" كومار سينغ
- راجندرا جوبتا بدور راجندرا تريفيدي
- نافني باريهار بدور رادها تريفيدي
- ك.ك. راينا بدور كيشان كومار شارما
- ديبتي ميسرا في دور أنجانا "أنجو" شارما
- عكاش داهيا بدور ديباك تشودري
- شيشير شارما في دور ديجفيجاي سانجوان
- جولزار داستور في دور موهيني سانجوان
- راجيش شارما بدور أومبراكاش "أومي" سانجوان
- راهول شانكاليا في دور راجيندر سانجوان
- كاجال بهادانا في دور بينكي بهاتيا
- مانو ريشي بصفته محامي مانو (محكمة تيز هازاري، دلهي)

## روابط خارجية
- عودة تانو يتزوج مانو على موقع IMDb (الإنجليزية)
- عودة تانو يتزوج مانو على موقع ميتاكريتيك (الإنجليزية)
- عودة تانو يتزوج مانو على موقع روتن توميتوز (الإنجليزية)
- عودة تانو يتزوج مانو على موقع قاعدة بيانات الأفلام العربية
- عودة تانو يتزوج مانو على موقع فيلمافينيتي (الإسبانية)
- عودة تانو يتزوج مانو على موقع قاعدة بيانات الفيلم (الإنجليزية)
- عودة تانو يتزوج مانو على موقع ليتربوكسد (الإنجليزية)
- عودة تانو يتزوج مانو على موقع كينوبويسك (الروسية)